# 新型隱球菌
新型隱球菌（學名：Cryptococcus neoformans）是一種普遍存在的酵母菌，屬於擔子菌門銀耳綱，常在鴿子的糞便中被發現。新型隱球菌會對人類造成伺機性感染，即對健康的人沒有感染力，但會對缺乏抵抗力的人造成危害。

## 分類
新型隱球菌有兩個變種：C. neoformans v. neoformans與C. neoformans v. grubii，另外還有一個變種C. neoformans v. gattii現在則被認是一個獨立的物種。兩個變種都廣泛分布於全世界的土壤中，特別是受鳥類糞便汙染的土壤，尤其是都市中鴿糞堆積的高氮環境為盛行區域。C. neoformans v. neoformans的基因體已於2005年被定序完畢。最新研究顯示新型隱球菌及相關的真菌能在車諾比核事故的廢墟中生長，可能具有利用輻射（主要是β輻射）的能力，以輻射營養生長。

## 型態
新型隱球菌呈單細胞的酵母菌型，並以出芽生殖的方式繁殖，沒有菌絲或假菌絲的型態。較明顯的變化是在攝氏37度下生長時，外部會形成巨大的莢膜（capsule），主要成分為多糖，在顯微鏡下經印度墨染色可清楚觀察到莢膜的構造，因為染料色素的分子無法接近莢膜，造成細胞外一圈明顯的空隙。這是鑑別新型隱球菌的快速方法。若要確認新型隱球菌則進一步進行酚氧化酶及尿素水解酶的活性測定，均呈陽性反應。

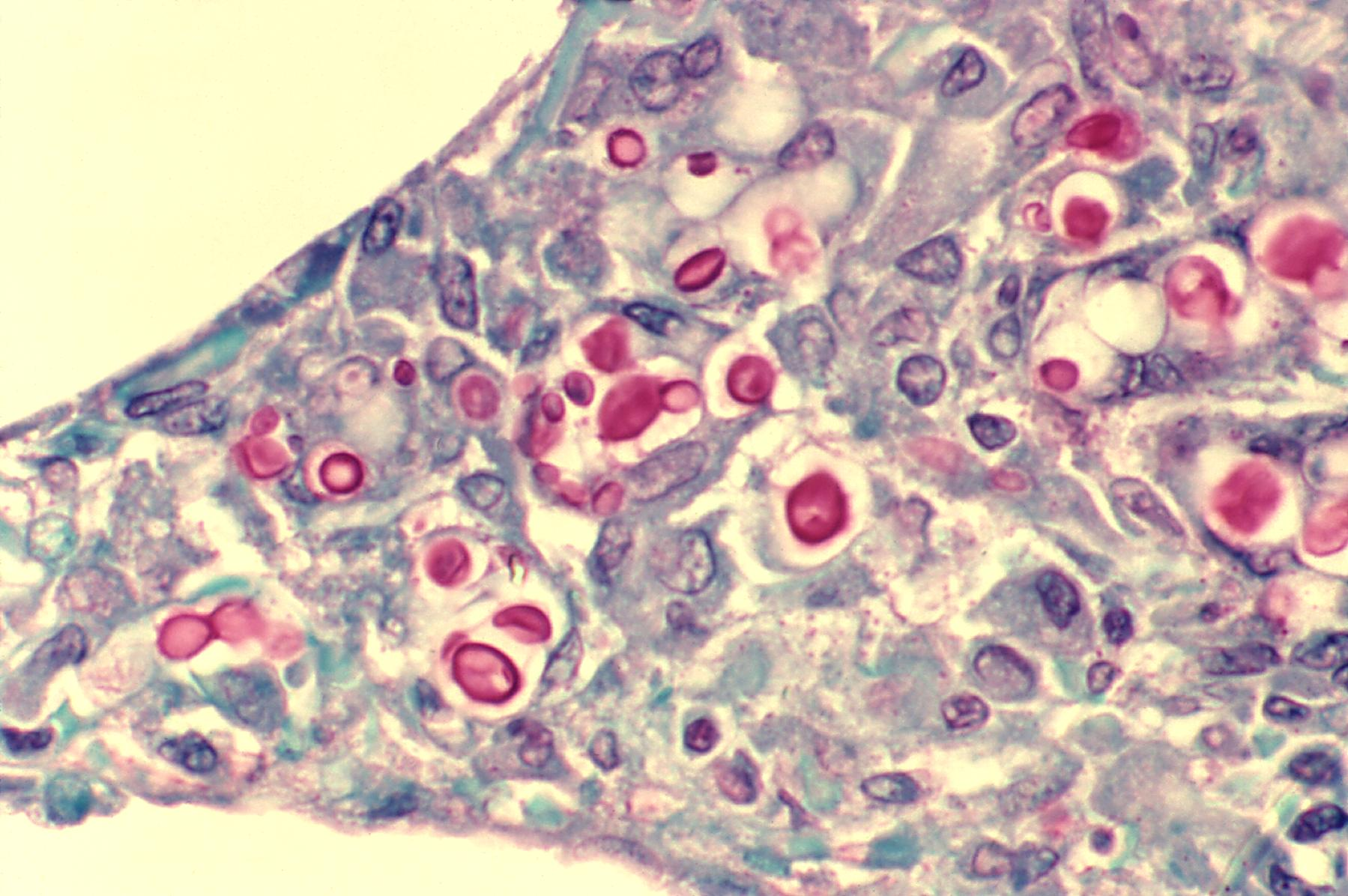
愛滋病患者肺中的新型隱球菌，其莢膜內層被染成了紅色。

新型隱球菌在輻射暴露下生長頗為快速，可能是因為輻射增加了真菌體內黑色素傳遞電子的速度，而連帶增加了整體的代謝活性。

## 感染
新型隱球菌造成的感染稱為隱球菌病。多數隱球菌病主要感染途徑為呼吸道，並於肺中形成小結瘤，若進入血液中會導致更嚴重的併發症。真菌性腦膜炎通常即是新型隱球菌所引發，因此其被列為危險的真菌之一。新型隱球菌很少在免疫完好的人體中造成感染，因此通常被歸為伺機感染性真菌。

## 治療
沒有影響神經系統的新型隱球菌感染可服用氟康唑（英語：Fluconazole）治療。若併發真菌性腦膜炎則需靜脈注射兩性黴素B（每天每公斤體重0.7-1.0毫克，連續兩週），並同時口服氟胞嘧啶每天每公斤體重100毫克（若病人無法吞嚥可採靜脈注射，每天每公斤體重75毫克），接下來需連續十個星期每天口服200毫克的氟康唑。之後繼續服用，直到體內的CD4指數連續三個月高過100，若有感染HIV，則HIV的病毒載量需偵測不到，才能停止服藥。
另一種治療方法是單純靜脈注射兩性黴素B（每天每公斤體重4毫克），但效果不佳。而若提高弗路欣注射量為每天每公斤體重200毫克則效果不會變好，反而會產生更多副作用，不應嘗試。
在非洲，每日口服200毫克的氟康唑，但常不能達成治療的目的，因為只是抑制了新型隱球菌的生長而沒有完全將其殺死，在連續服藥數月的病人的腦脊髓液中仍會有新型隱球菌的生長。將口服量提高為400毫克也不能增加治療效果。但一份來自烏干達的資料顯示非常高的劑量（每日1200毫克或更多）可能會有效。這種療法的持久度與治療後保養的服藥尚不清楚。

## 外部連結
- 微生物免疫學-Cryptococcus neoformans(新型隱球菌) （页面存档备份，存于）